# Zwergröhrlinge
Die Zwergröhrlinge (Chalciporus) sind eine Pilzgattung aus der Familie der Dickröhrlingsverwandten (Boletaceae). Sie umfassen in Europa je nach Gattungskonzept zwei bis drei Arten, von denen die Typusart, der Pfeffer-Röhrling (Chalciporus piperatus), weit verbreitet und häufig anzutreffen ist.

## Merkmale

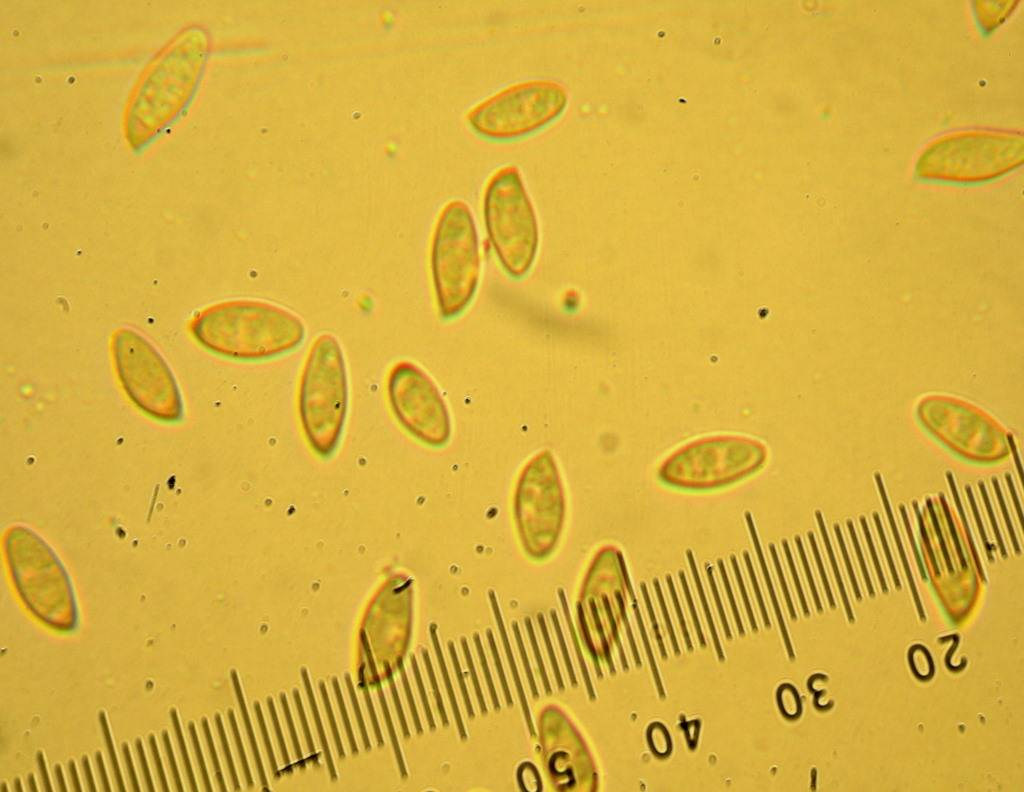
Sporen des Pfeffer-Röhrlings im Lichtmikroskop

Die Zwergröhrlinge bilden meist sehr kleine, 7–10 cm hohe Fruchtkörper mit einem 2–6 cm breiten Hut. Die Poren bzw. Röhrenmündungen sind dunkelorange bis rosa-rötlich und rostrot gefärbt. Das gelbliche, gelblichweiße Fleisch hat einen rötlichen Schein und zeigt bei Kontakt mit Luftsauerstoff keine Farbreaktion. Es riecht und schmeckt nur bei Chalciporus piperatus pfefferartig scharf.

## Ökologie und Phänologie
Die Zwergröhrlinge bevorzugen eher saure Böden (Nadel- oder Laubwälder auf Sandstein) und kommen oft an Wald- oder Weidenrändern einzeln oder gesellig vor.
Sie sind von Sommer bis Herbst anzutreffen.

## Arten und Systematik
Weltweit sind 25 Arten bekannt. In Europa kommen 3 Spezies vor bzw. sind dort zu erwarten:
| Zwergröhrlinge (Chalciporus) in Europa |                                                                                 |                                            |
| \| Deutscher Name \| Wissenschaftlicher Name \| Autorenzitat \| \| ---------------------------- \| ------------------------------------------------------------------------------- \| ------------------------------------------ \| \| Zwergröhrling \| Chalciporus amarellus syn. Chalciporus pseudorubinus, Chalciporus pierrhuguesii \| (Quélet 1883) Bataille 1908 \| \| Pfeffer-Röhrling \| Chalciporus piperatus \| (Bulliard 1790 : Fries 1821) Bataille 1908 \| \| Gelbporiger Pfeffer-Röhrling \| Chalciporus piperatus var. hypochryseus \| (Sutara 1993) Klofac & Krisai 2006 \| \| \| Chalciporus pseudopiperatus \| Klofac & Krisai 2020 \| |                                                                                 |                                            |
| Deutscher Name | Wissenschaftlicher Name                                                         | Autorenzitat                               |
| Zwergröhrling | Chalciporus amarellus syn. Chalciporus pseudorubinus, Chalciporus pierrhuguesii | (Quélet 1883) Bataille 1908                |
| Pfeffer-Röhrling | Chalciporus piperatus                                                           | (Bulliard 1790 : Fries 1821) Bataille 1908 |
| Gelbporiger Pfeffer-Röhrling | Chalciporus piperatus var. hypochryseus                                         | (Sutara 1993) Klofac & Krisai 2006         |
| | Chalciporus pseudopiperatus                                                     | Klofac & Krisai 2020                       |

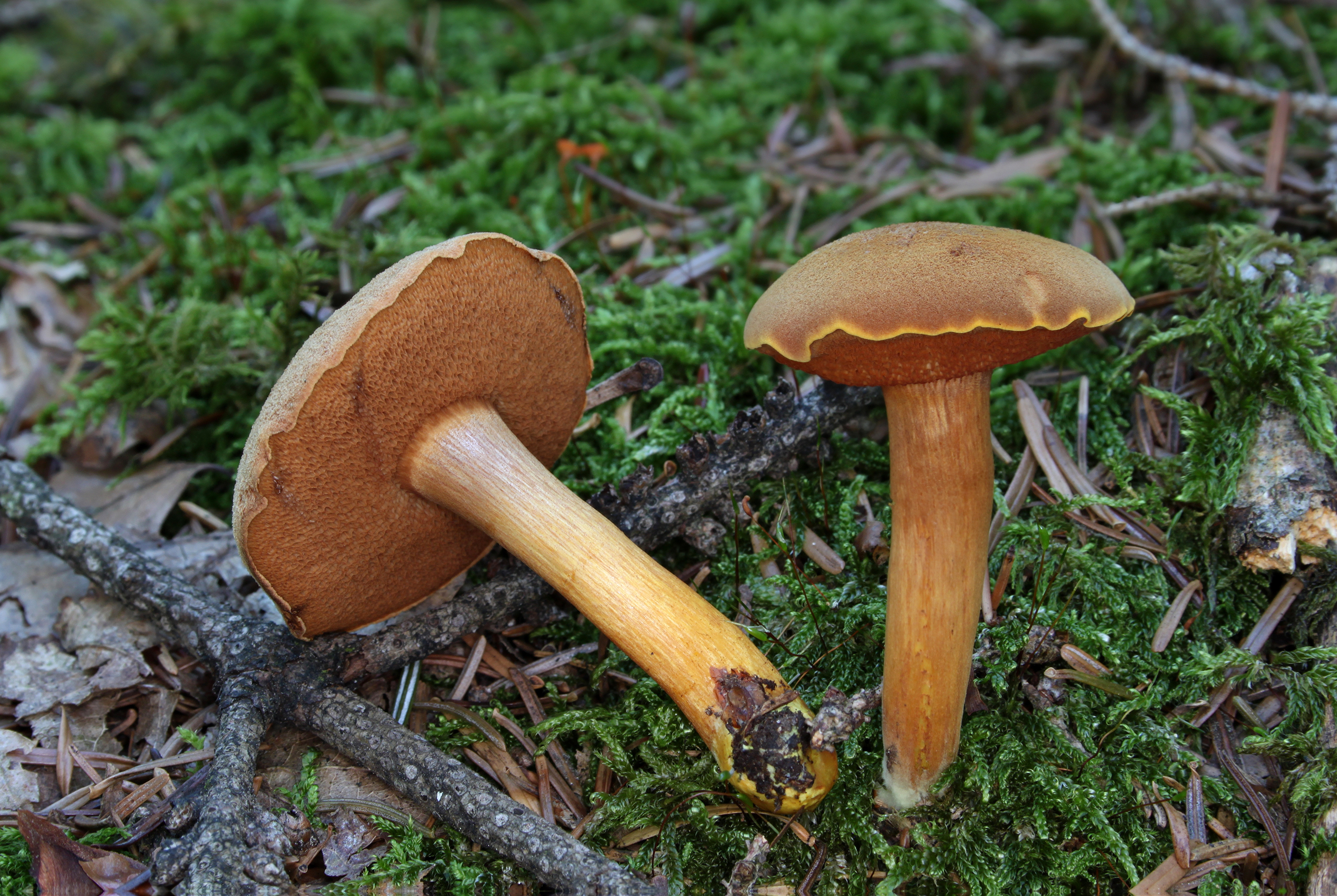
Pfeffer-Röhrling Chalciporus piperatus
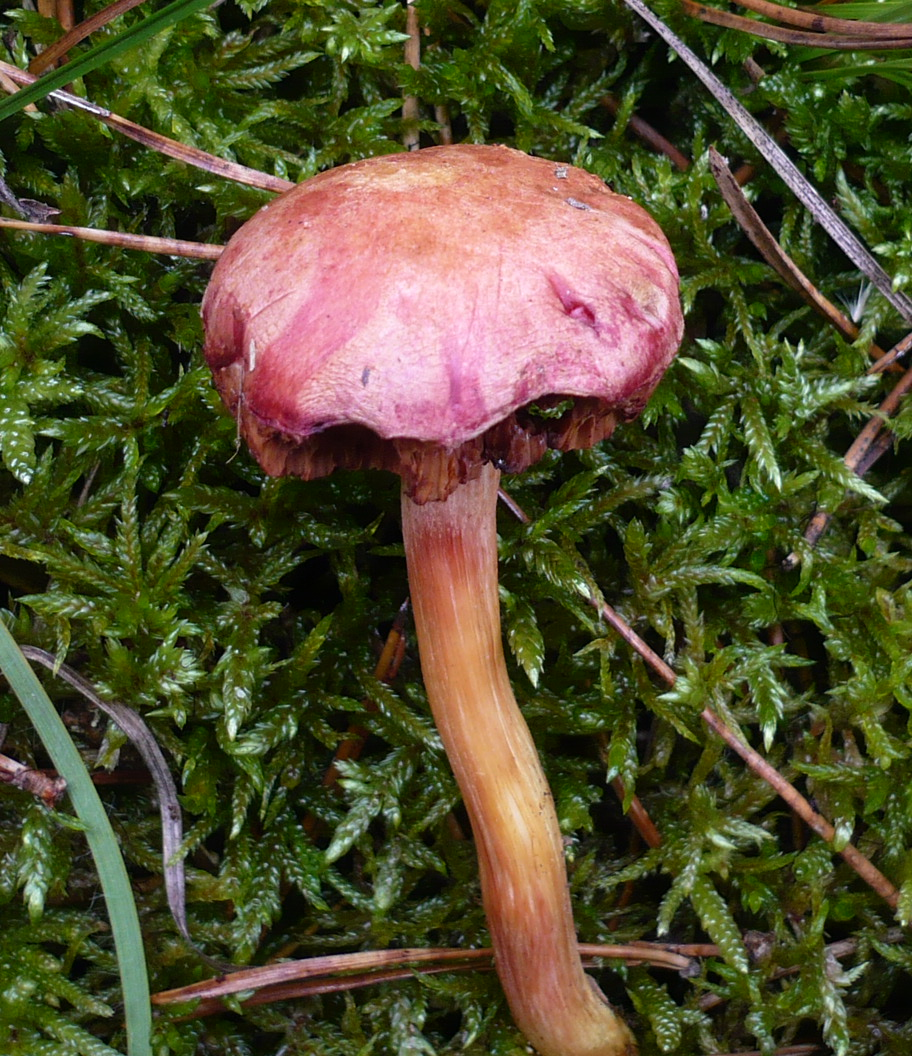
Zwergröhrling Chalciporus amarellus

Der Kurzsporige Röhrling (Rubinoboletus rubinus) wird teilweise auch zur Gattung Chalciporus gezählt.
Die Systematik der Zwergröhrlinge ist komplex und wurde in der Literatur vielfach unterschiedlich interpretiert. Es wurden einige Arten beschrieben, die teilweise wieder mit anderen synonymisiert wurden. Die hier beschriebene Artenliste folgt der Auffassung von Klofac & Greilhuber, die die Taxa Chalciporus pseudorubinus, Chalciporus xanthocystis und Chalciporus pierrhuguesii mit Chalciporus amarellus synonymisieren.
Phylogenetische Untersuchungen zeigten, dass es sich bei dem Pfefferröhrling (Chalciporus piperatus) um eine Sammelart handelt. Mit Chalciporus pseudopiperatus wurde 2020 eine Art dieses Artkomplexes beschrieben, weitere haben noch keinen Namen.

## Artabgrenzung
Zwergröhrlinge sind kaum zu verwechseln. Die rote bis rostrote Haut- und Stielfarbe, das gelbliche Fleisch und (beim Pfeffer-Röhrling) der scharfe Geschmack sind markante Merkmale. Untereinander kann die Abgrenzung schwieriger ausfallen. Einige Autoren sehen in Chalciporus amarellus – zu Unrecht – nur eine Varietät des Pfeffer-Röhrlings.

## Bedeutung
Die Zwergröhrlinge sind essbar. Der Pfeffer-Röhrling wird von vielen Sammlern fälschlicherweise als Gewürzpilz verwendet, die pfefferartige Schärfe verschwindet jedoch beim Garen.